# Jean-Joseph Rabearivelo
Jean-Joseph Rabearivelo (Ambatofotsy, 4 maart 1901 of 1903 — Antananarivo, 22 juni 1937), geboren als Joseph-Casimir Rabearivelo, was een Malagassische schrijver uit het Merina-volk en schreef zowel in het Malagassisch als in het Frans. Hij mengde traditionele hainteny (Malagassische korte gedichten) met moderne westerse poëzie en introduceerde met zijn gedichten een nieuwe populaire vorm van poëzie.
Rabearivelo verloor in 1933 zijn driejarig dochtertje, wat een enorme impact op hem had. Door schulden, verslaving en ongunstige kritieken raakte hij in een steeds dieper emotioneel dal en in de nacht van 22 juni 1937 pleegde Rabearivelo zelfmoord. Tegenwoordig wordt Rabearivelo beschouwd als de eerste moderne dichter van Afrika en de vader van de hedendaagse literatuur van Madagaskar.

## Biografie
Jean-Joseph Rabearivelo werd als Joseph-Casimir geboren op 4 maart 1901 of 1903 in Ambatofotsy, een dorp ten noorden van Tananarive (nu Antananarivo), de hoofdstad van Madagaskar. Hij was het enige kind van een ongehuwde moeder uit de Zanadralambo ('Zonen van Ralambo'), een subkaste van de Andriana, de hoogste kaste van het voormalige koninkrijk Imerina. Toen Madagaskar werd gekoloniseerd door Frankrijk in 1897 werd het kastenstelsel echter afgeschaft en de Andriana verloren hun privileges, macht en rijkdommen, waardoor Rabearivelo in betrekkelijke armoede moest opgroeien.

### Jaren 10
Rabearivelo studeerde aan de Frères des Écoles Chrétiennes en vervolgens aan het Collège Saint-Michel. Omdat hij weigerde om zich tot het katholicisme te bekeren, werd hij in 1914 van school gestuurd en maakte zijn studie in 1915 af aan het École Flacourt. Naar verluidt publiceerde hij rond deze periode, op 14-jarige leeftijd, zijn eerste gedichten in het literaire tijdschrift Vakio Ity, onder het pseudoniem K. Verbal.
Rabearivelo had aanvankelijk een grote verscheidenheid aan baantjes; hij ontwierp kantwerk, was boodschappenjongen, secretaris en tolk voor een districtsadministrateur. Tijdens deze periode ontwikkelde hij een passie voor 19e- en 20e-eeuwse Franse literatuur. Hij oefende zich derhalve in de Franse uitspraak en begon zichzelf Engels, Spaans en Hebreeuws te leren. Zijn liefde voor de Franse literatuur ging zover, dat hij zijn naam veranderde in Jean-Joseph, zodat hij dezelfde initialen zou hebben als Jean-Jacques Rousseau. Vaak gebruikte hij echter pseudoniemen als Amance Valmond en Jean Osmé. Rabearivelo liet zich bij zijn gedichten voornamelijk inspireren door schrijvers en dichters die in hun eigen omgeving werden geminacht, zoals Baudelaire and Rimbaud.

### Jaren 20
In 1920 vond Rabearivelo een baan als assistent-bibliothecaris in de club Cercle de l'Union. In dat jaar schreef hij een novelle in het Malagassisch, zijn eerste boek. Rond deze periode begon Rabearivelo te corresponderen met schrijvers buiten Madagaskar, zoals André Gide, Paul Valéry, Jean Amrouche, Paul Claudel en Valery Larbaud. Ook importeerde hij een groot aantal boeken en stelde zo een bibliotheek samen die op dat moment de grootste van het eiland was. Zo werd Rabearivelo een bekende in de literaire kringen op het eiland Madagaskar. Hij raakte bevriend met hoge Franse functionarissen die net als hij een passie hadden voor de Franse literatuur, zoals Pierre Camo, uitgever van het literaire tijdschrift 18° Latitude Sud. In 1924 kreeg hij een baan bij de uitgeverij Imprimerie de l'Imerina als proeflezer, die hij tot zijn dood zou houden.
In 1924 publiceerde hij La coupe de cendre ('de beker met as') en twaalf zelfvertaalde Malagassische gedichten in 18° Latitude Sud en andere tijdschriften, waaronder het Parijse blad La Vie. In 1925 volgde een historische roman, L'Aube Rouge ('De Rode Dageraad') genaamd, over de laatste jaren van het koninkrijk Imerina. Twee dichtbundels volgden in 1927 en 1928, getiteld Sylves ('Bossen') en Volumes. In 1928 schreef hij ook zijn tweede historische roman L'interférence, alweer met de laatste jaren van het voormalige koninkrijk als thema. Rabearivelo vertaalde traditionele kabary (Malagassische vertelkunsten) in het Frans, maar vertaalde ook buitenlandse werken in het Malagassisch. Door zijn vertaalwerken konden Malagassiërs werken van Baudelaire, Rimbaud, Laforgue, Rilke, Whitman en Góngora in hun eigen taal lezen. Door zijn literaire bijdragen steeg hij in aanzien in de intellectuele kringen van Madagaskar, die hem bezagen als Madagaskars voornaamste schrijver van poëzie en proza, en werd hij een gevierd journalist en kunstcriticus.
Ondanks zijn succes, had Rabearivelo veel schulden en leefde hij doorgaans in armoede. Hij leidde een losbandig leven, werd depressief en raakte verslaafd aan alcohol en opium. In 1926 trouwde Rabearivelo met Mary Razafitrimo, de dochter van een fotograaf, en uit dit huwelijk kwamen vijf kinderen voort.

### Jaren 30
In de jaren 30 vormden Rabearivelo en andere Malagassische schrijvers en dichters de literaire beweging Hitady ny Very ('De Zoektocht naar Verloren Waarden'), die streefde naar erkenning voor de traditionele literaire kunsten van Madagaskar. Samen met Charles Rajoelisolo en Ny Avana Ramanantoanina richtte Rabearivelo in augustus 1931 het blad Ny Fandrosoam-baovao ('Nieuwe Vooruitgang') op, waarin Malagassische gedichten werden gepubliceerd. Rabearivelo publiceerde een groot aantal hainteny, die hij in het Frans had vertaald. In 1931 en 1932 verschenen twee dichtbundels van Rabearivelo, Presque-Songes ('Droombeelden') en Traduit de la nuit ('Vertaald uit de nacht'), waarin zijn gedichten in twee varianten verschenen: in het Malagassisch en het Frans. In 1935 schreef Rabearivelo Imaitsoanala, de eerste Malagassische opera, genaamd naar de legendarische moeder van koning Ralambo.
In 1933 stierf Rabearivelo's driejarig dochtertje Voahangy, een gebeurtenis die een grote impact op Rabearivelo had. Toen in 1936 zijn vijfde dochter werd geboren, noemde hij haar Velomboahangy, wat 'Voahangy leeft' betekent. De dood werd een prominent thema in zijn latere werken.
Veel Franse kolonisten zagen het werk van Rabearivelo als een bewijs van de positieve invloed die hun moederland op de cultuur van Madagaskar had. Rabearivelo schreef in zijn dagboek echter dat hij zich misbruikt voelde door de Fransen. De Franse gouverneur Michel Lucien Montagné beloonde hem door een lidmaatschap van de Académie malgache (Malagassische academie) in 1932, maar Rabearivelo voelde zich verraden toen hij in 1937 drie dagen werd vastgezet omdat hij zijn belasting niet kon betalen. Bovendien kwamen de koloniale autoriteiten hun belofte niet na om hem Madagaskar te laten vertegenwoordigen op de Wereldtentoonstelling van 1937 in Parijs. Om dit soort redenen begon Rabearivelo steeds meer wrok te koesteren tegen de kolonisten en kreeg een steeds grotere aversie tegen Frankrijk.
Aan de andere kant kreeg Rabearivelo steeds meer kritiek van de hogere Malagassische kringen, die hem veroordeelden om zijn wispelturig gedrag, zijn veranderde zienswijzen en zijn gedrag tegenover zijn vrouw en kinderen. Sommige van zijn voormalige kameraden beschuldigden hem zelfs van het feit dat Rabearivelo juist heulde met de Franse kolonisten en de Malagassische tradities verraadde. Door deze teleurstellingen, zijn groeiende schulden en het verdriet om de dood van zijn dochter raakte Rabearivelo steeds depressiever en in zijn dagboeken refereerde hij steeds vaker naar de dood.

### Overlijden
Op 19 juni 1937 vertelde een Franse vriend hem dat Rabearivelo niet meer carrière kon maken in de administratieve sector als hij had gehoopt, gezien het feit dat hij autodidact was en niet over de juiste diploma's beschikte. In de nacht van 22 juni, drie dagen na dit nieuws, pleegde Rabearivelo zelfmoord door een overdosis kininecapsules, gevolgd door 10 gram kaliumcyanide. Voordat hij stierf schreef hij zijn laatste gedicht en verbrandde zijn eerste vijf dagboeken. Wat resteerde waren vier dagboeken van tezamen 1800 pagina's, die zijn leven beschreef na 4 januari 1933. Na zijn dood werden zijn overige literaire werken postuum gepubliceerd.

## Stijl en invloeden
In zijn eerste dichtwerk La coupe de cendres uit 1924 houdt Rabearivelo zich nog vast aan de regels van de klassieke dichtkunst, maar laat wel zien dat hij het gebruik van versmaten en ritme goed beheerst. Ook later werk werd nog sterk beïnvloed door de romantiek en het symbolisme van de dichtkunst van zijn grote voorbeelden, zoals Baudelaire en Rimbaud. In deze periode zijn Rabearivelo's gedichten korter en onconventioneler. Typische voorbeelden zijn bijvoorbeeld zijn bundels Sylves (1927) en Volumes (1928), waarin de gedichten nog meer de traditionele modellen volgen. Critici waren lovend over Rabearivelo's werk, maar gaven wel te kennen dat de hang naar traditionele poëzie ten koste ging van innovatie en expressie.
Vanaf 1931 ontwikkelde hij een meer eigen stijl, waarin hij veel creativiteit aan de dag legt bij het creëren van een surrealistisch droombeeld waarbij hij de traditionele legendes uit de hainteny combineert met een vervreemdende moderniteit. De gedichten werden gedurfder, vrijer, maar ook complexer en geladen met twijfel. Volgens de academicus Arnaud Sabatier was dit voornamelijk te wijten aan Rabearivelo's herontdekking van de traditionele Malagassische dichtkunst, waarvan hij zich te lang had gedistantieerd, beïnvloed als hij was door de Franse taal en cultuur. De academicus Claire Riffard verklaarde bovendien dat Rabearivelo door te breken met de conventionele methode een grotere vrijheid kreeg om zich te uiten, juist nu hij daar zo'n behoefte aan had. Dit wordt onder andere goed geïllustreerd in zijn tweetalige werken Presque-Songes (1931) en Traduit de la nuit (1932).

## Nalatenschap

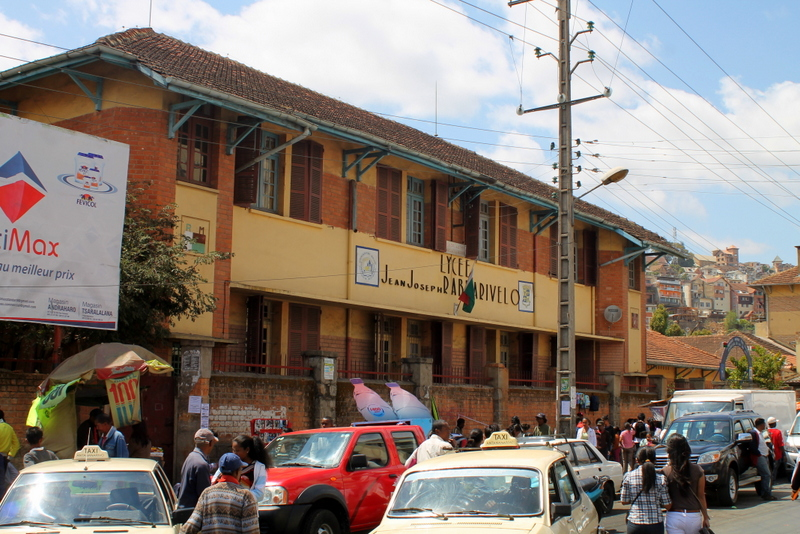
Hoge School Jean-Joseph Rabearivelo in Antananarivo

Rabearivelo wordt gezien als de eerste moderne dichter van Afrika. Arnaud Sabatier beschreef hem zelfs als "een van de meest belangrijke schrijvers van de twintigste eeuw". In 1960 bestempelde de regering van Madagaskar hem zelfs als de nationale schrijver van het eiland.
Door Rabearivelo's zelfmoord na de moeilijkheden met de Franse koloniale regering, werd hij bezien als een martelaar en er zijn zelfs scholen naar de dichter vernoemd. Rabearivelo inspireerde bovendien een groot aantal Malagassische schrijvers en dichters, zoals Elie Rajaonarison.

## Werken

### Bloemlezingen
- Oeuvres complètes, tome I. Le diariste (Les Calepins bleus), l'épistolier, le moraliste (samengesteld door Serge Meitinger, Liliane Ramarosoa en Claire Riffard, Éditions du CNRS, 2010)
- Oeuvres complètes, tome II. Le poète, le narrateur, le dramaturge, le critique, le passeur de langues, l'historien (samengesteld door Serge Meitinger, Liliane Ramarosoa, Laurence Ink en Claire Riffard, Éditions du CNRS, 2012)
- Translations from the Night. Selected Poems of Jean-Joseph Rabearivelo (samengesteld met Engelse vertalingen door John Reed en Clive Wake, African Writers Series 167, Heinemann, 1975)

### Poëzie
- La Coupe de cendres (Antananarivo: G. Pitot de la Beaujardière, 1924)
- Sylves (Antananarivo: Imprimerie de l'Imerina, 1927)
- Volumes (Antananarivo: Imprimerie de l'Imerina, 1928)
- Presque-songes (Antananarivo: Imprimerie de l'Imerina, 1934)
- Traduit de la nuit (Tunis: Éditions de Mirage, 1935; Parijs: Éditions Orphée La Différence, 1991; Parijs: Éditions Sépia / Tananarive: Tsipika, 2007)
- Chants pour Abéone (Antananarivo: Éditions Henri Vidalie, 1936)
- Lova (Antananarivo: Imprimerie Volamahitsy, 1957)
- Des Stances oubliées (Antananarivo: Imprimerie Liva, 1959)
- Poèmes (Presque-songes, Traduit de la nuit) (Antananarivo: Imprimerie officielle, 1960)
- Amboara poezia sy tononkalo malagasy (Antananarivo: Éditions Madagasikara, 1965)
- Vieilles chansons des pays d'Imerina (Antananarivo: Éditions Madprint, 1967)
- Poèmes (Presque-songes, Traduit de la nuit, Chants pour Abéone) (Parijs: Hatier, 1990)

### Toneelstukken
- Imaitsoanala, fille d'oiseau: cantate (Antananarivo: Imprimerie officielle, 1935)
- Aux portes de la ville (Antananarivo: Imprimerie officielle, 1936)
- Imaitsoanala, zana-borona (Antananarivo: Imprimerie nationale, 1988)
- Eo ambavahadim-boahitra (Antananarivo: Imprimerie nationale, 1988)
- Resy hatrany (Antananarivo: Imprimerie nationale, 1988)

### Proza
- L'Interférence, suivi de Un conte de la nuit (Parijs: Hatier, 1988)
- Irène Ralimà sy Lala roa (Antananarivo: Imprimerie nationale, 1988)
- L'Aube rouge (Parijs: Bouquins, 1998)

### Overigen
- Enfants d'Orphée (Mauritius: The General Printing, 1931)
- Ephémérides de Madagascar (samengesteld door M. Eugene Jaeglé. Antananarivo: 1934)
- Tananarive, ses quartiers et ses rues (samengesteld door E. Baudin. Antananarivo: Imprimerie de l'Imerina, 1936)